# Interatheriidae
Interatheriidae — вимерла родина нотунгулятних ссавців із Південної Америки. Інтератерії відомі від середнього еоцену (Мустерсан) до раннього пліоцену (Монтегермосан). Ці тварини були в основному невеликого розміру, займаючи такі місця проживання, як зайці, бабаки та віскачі. Більшість з них були дуже дрібними, як гризуни.
Interatheriidae — одна з груп ссавців, яка найкраще представляє фауну формації Санта-Крус. Для формації характерний, зокрема, Protypotherium з трьома видами: P. australe, P. praerutilum, P. attenuatum. Ще один добре відомий рід Interatherium, особливо добре представлений I. robustum.